# Alpiner Far East Cup 2018/19
Die Saison 2018/19 des alpinen Far East Cups wurde von Anfang Dezember 2018 bis Ende März 2019 an acht Austragungsorten in der Volksrepublik China, in Südkorea, in Japan und im Osten von Russland veranstaltet. Sie gehörte – wie die anderen Kontinentalrennserien der FIS – zum Unterbau des Weltcups. Herren und Damen trugen je 29 ausorganisiert, wobei beide Konkurrenzen jeweils gleichzeitig stattfanden.

## Podestplatzierungen Herren

### Super-G
| Datum      | Ort                      | 1. Platz         | 2. Platz         | 3. Platz           |
| ---------- | ------------------------ | ---------------- | ---------------- | ------------------ |
| 02.02.2019 | Shigakōgen (JPN)         | Rennen abgesagt. | Rennen abgesagt. | Rennen abgesagt.   |
| 09.02.2019 | Yongpyong (KOR)          | Rennen abgesagt. | Rennen abgesagt. | Rennen abgesagt.   |
| 19.03.2019 | Juschno-Sachalinsk (RUS) | Iwan Kusnezow    | Jan Zabystřan    | Pawel Trichitschew |
| 20.03.2019 | Juschno-Sachalinsk (RUS) | Jan Zabystřan    | Iwan Kusnezow    | Pawel Trichitschew |

### Riesenslalom
| Datum      | Ort                      | 1. Platz           | 2. Platz           | 3. Platz             |
| ---------- | ------------------------ | ------------------ | ------------------ | -------------------- |
| 06.12.2018 | Wanlong Ski Resort (CHN) | Jung Dong-hyun     | Jan Zabystřan      | Axel Lindqvist       |
| 07.12.2018 | Wanlong Ski Resort (CHN) | Jung Dong-hyun     | Axel Lindqvist     | Stefano Baruffaldi   |
| 12.12.2018 | Taiwoo Ski Resort (CHN)  | Jung Dong-hyun     | Kryštof Krýzl      | Jan Zabystřan        |
| 13.12.2018 | Taiwoo Ski Resort (CHN)  | Jung Dong-hyun     | Iain Innes         | Robert Poth          |
| 08.02.2019 | Yongpyong (KOR)          | Jung Dong-hyun     | Hayata Wakatsuki   | Yōhei Koyama         |
| 14.02.2019 | Bear Town Resort (KOR)   | Noel von Grünigen  | Reto Schmidiger    | Seigo Katō           |
| 15.02.2019 | Bear Town Resort (KOR)   | Seigo Katō         | Reto Schmidiger    | Hig Roberts          |
| 25.02.2019 | Hanawa (JPN)             | Reto Schmidiger    | Stefano Baruffaldi | Tatsuki Matsumoto    |
| 26.02.2019 | Hanawa (JPN)             | Reto Schmidiger    | Stefano Baruffaldi | Simen Christensen    |
| 03.03.2019 | Engaru (JPN)             | Reto Schmidiger    | Noel von Grünigen  | Hideyuki Narita      |
| 22.03.2019 | Juschno-Sachalinsk (RUS) | Pawel Trichitschew | Mikkel Solbakken   | Alexander Andrijenko |
| 23.03.2019 | Juschno-Sachalinsk (RUS) | Pawel Trichitschew | Mikkel Solbakken   | Alexander Andrijenko |

### Slalom
| Datum      | Ort                      | 1. Platz           | 2. Platz           | 3. Platz          |
| ---------- | ------------------------ | ------------------ | ------------------ | ----------------- |
| 04.12.2018 | Wanlong Ski Resort (CHN) | Jan Zabystřan      | Ondřej Berndt      | Yōhei Koyama      |
| 05.12.2018 | Wanlong Ski Resort (CHN) | Jung Dong-hyun     | Jan Zabystřan      | Yōhei Koyama      |
| 10.12.2018 | Taiwoo Ski Resort (CHN)  | Kamen Zlatkow      | Ondřej Berndt      | Jung Dong-hyun    |
| 11.12.2018 | Taiwoo Ski Resort (CHN)  | Jung Dong-hyun     | Kamen Zlatkow      | Ondřej Berndt     |
| 07.02.2019 | Yongpyong (KOR)          | Jung Dong-hyun     | Hideyuki Narita    | Park Je-yun       |
| 12.02.2019 | Bear Town Resort (KOR)   | Hideyuki Narita    | Noel von Grünigen  | Shinya Miyamoto   |
| 13.02.2019 | Bear Town Resort (KOR)   | Yōhei Koyama       | Noel von Grünigen  | Simen Christensen |
| 27.02.2019 | Hanawa (JPN)             | Reto Schmidiger    | Noel von Grünigen  | Michał Jasiczek   |
| 04.03.2019 | Engaru (JPN)             | Reto Schmidiger    | Hideyuki Narita    | Ryūnosuke Ōkoshi  |
| 05.03.2019 | Engaru (JPN)             | Reto Schmidiger    | Simen Christensen  | Noel von Grünigen |
| 24.03.2019 | Juschno-Sachalinsk (RUS) | Pawel Trichitschew | Jan Zabystřan      | Naoki Yuasa       |
| 25.03.2019 | Juschno-Sachalinsk (RUS) | Jan Zabystřan      | Pawel Trichitschew | Matej Falat       |

### Alpine Kombination
| Datum      | Ort                      | 1. Platz      | 2. Platz             | 3. Platz      |
| ---------- | ------------------------ | ------------- | -------------------- | ------------- |
| 21.03.2019 | Juschno-Sachalinsk (RUS) | Iwan Kusnezow | Alexander Andrijenko | Simon Jefimow |

## Podestplatzierungen Damen

### Super-G
| Datum      | Ort                      | 1. Platz          | 2. Platz            | 3. Platz          |
| ---------- | ------------------------ | ----------------- | ------------------- | ----------------- |
| 02.02.2019 | Shigakōgen (JPN)         | Rennen abgesagt.  | Rennen abgesagt.    | Rennen abgesagt.  |
| 09.02.2019 | Yongpyong (KOR)          | Rennen abgesagt.  | Rennen abgesagt.    | Rennen abgesagt.  |
| 19.03.2019 | Juschno-Sachalinsk (RUS) | Julija Pleschkowa | Jelena Jakowischina | Kristina Krjukowa |
| 20.03.2019 | Juschno-Sachalinsk (RUS) | Julija Pleschkowa | Nevena Ignjatović   | Sakurako Mukōgawa |

### Riesenslalom
| Datum      | Ort                      | 1. Platz          | 2. Platz               | 3. Platz               |
| ---------- | ------------------------ | ----------------- | ---------------------- | ---------------------- |
| 06.12.2018 | Wanlong Ski Resort (CHN) | Asa Andō          | Mio Arai               | Daria Krajewska        |
| 07.12.2018 | Wanlong Ski Resort (CHN) | Piera Hudson      | Sakurako Mukōgawa      | Daria Krajewska        |
| 12.12.2018 | Taiwoo Ski Resort (CHN)  | Piera Hudson      | Gim So-hui             | Mio Arai               |
| 13.12.2018 | Taiwoo Ski Resort (CHN)  | Piera Hudson      | Sakurako Mukōgawa      | Mio Arai Gim So-hui    |
| 08.02.2019 | Yongpyong (KOR)          | Kang Young-seo    | Gim So-hui             | Noe Okamoto            |
| 14.02.2019 | Bear Town Resort (KOR)   | Konatsu Hasumi    | Kang Young-seo         | Makiko Arai            |
| 15.02.2019 | Bear Town Resort (KOR)   | Kang Young-seo    | Mio Arai               | Makiko Arai            |
| 25.02.2019 | Hanawa (JPN)             | Asa Andō          | Michelle Kerven        | Sakurako Mukōgawa      |
| 26.02.2019 | Hanawa (JPN)             | Asa Andō          | Sakurako Mukōgawa      | Kayo Denda             |
| 03.03.2019 | Engaru (JPN)             | Mio Arai          | Sakurako Mukōgawa      | Kayo Denda             |
| 22.03.2019 | Juschno-Sachalinsk (RUS) | Nevena Ignjatović | Maruša Ferk            | Jekaterina Tkatschenko |
| 23.03.2019 | Juschno-Sachalinsk (RUS) | Ana Bucik         | Jekaterina Tkatschenko | Rinata Abdulkajumowa   |

### Slalom
| Datum      | Ort                      | 1. Platz        | 2. Platz               | 3. Platz          |
| ---------- | ------------------------ | --------------- | ---------------------- | ----------------- |
| 04.12.2018 | Wanlong Ski Resort (CHN) | Asa Andō        | Kang Young-seo         | Sakurako Mukōgawa |
| 05.12.2018 | Wanlong Ski Resort (CHN) | Liv Ceder       | Sakurako Mukōgawa      | Piera Hudson      |
| 10.12.2018 | Taiwoo Ski Resort (CHN)  | Liv Ceder       | Miki Ishibashi         | Agnese Āboltiņa   |
| 11.12.2018 | Taiwoo Ski Resort (CHN)  | Piera Hudson    | Hedda Martelleur       | Agnese Āboltiņa   |
| 07.02.2019 | Yongpyong (KOR)          | Gim So-hui      | Kang Young-seo         | Yoko Ishijima     |
| 12.02.2019 | Bear Town Resort (KOR)   | Makiko Arai     | Arata Wakatsuki        | Chisaki Maeda     |
| 13.02.2019 | Bear Town Resort (KOR)   | Makiko Arai     | Chisaki Maeda          | Konatsu Hasumi    |
| 27.02.2019 | Hanawa (JPN)             | Chisaki Maeda   | Moa Clementson         | Asa Andō          |
| 04.03.2019 | Engaru (JPN)             | Michelle Kerven | Hannah Köck            | Gim So-hui        |
| 05.03.2019 | Engaru (JPN)             | Michelle Kerven | Hannah Köck            | Asa Andō          |
| 24.03.2019 | Juschno-Sachalinsk (RUS) | Maruša Ferk     | Jekaterina Tkatschenko | Ana Bucik         |
| 25.03.2019 | Juschno-Sachalinsk (RUS) | Ana Bucik       | Gabriela Capová        | Maruša Ferk       |

### Alpine Kombination
| Datum      | Ort                      | 1. Platz          | 2. Platz    | 3. Platz               |
| ---------- | ------------------------ | ----------------- | ----------- | ---------------------- |
| 21.03.2019 | Juschno-Sachalinsk (RUS) | Nevena Ignjatović | Maruša Ferk | Jekaterina Tkatschenko |

## Disziplinenwertungen

### Herren
| Disziplin           | 1. Platz                    | 1. Platz | 2. Platz             | 2. Platz | 3. Platz           | 3. Platz |
| Disziplin           | Name                        | Punkte   | Name                 | Punkte   | Name               | Punkte   |
| ------------------- | --------------------------- | -------- | -------------------- | -------- | ------------------ | -------- |
| Gesamtwertung       | Jung Dong-hyun              | 910      | Jan Zabystřan        | 807      | Reto Schmidiger    | 792      |
| Super-G-Wertung     | Iwan Kusnezow Jan Zabystřan | 180      | –                    | –        | Pawel Trichitschew | 160      |
| Riesenslalomwertung | Jung Dong-hyun              | 500      | Reto Schmidiger      | 460      | Tatsuki Matsumoto  | 329      |
| Slalomwertung       | Hideyuki Narita             | 429      | Jung Dong-hyun       | 410      | Jan Zabystřan      | 360      |
| Kombinationswertung | Iwan Kusnezow               | 100      | Alexander Andrijenko | 80       | Simon Jefimow      | 60       |

### Damen
| Disziplin           | 1. Platz          | 1. Platz | 2. Platz            | 2. Platz | 3. Platz               | 3. Platz |
| Disziplin           | Name              | Punkte   | Name                | Punkte   | Name                   | Punkte   |
| ------------------- | ----------------- | -------- | ------------------- | -------- | ---------------------- | -------- |
| Gesamtwertung       | Sakurako Mukōgawa | 1034     | Gim So-hui          | 882      | Mio Arai               | 784      |
| Super-G-Wertung     | Julija Pleschkowa | 200      | Jelena Jakowischina | 130      | Sakurako Mukōgawa      | 96       |
| Riesenslalomwertung | Mio Arai          | 533      | Sakurako Mukōgawa   | 520      | Gim So-hui             | 478      |
| Slalomwertung       | Chisaki Maeda     | 445      | Gim So-hui          | 404      | Makiko Arai            | 381      |
| Kombinationswertung | Nevena Ignjatović | 100      | Maruša Ferk         | 80       | Jekaterina Tkatschenko | 60       |